# 国土交通Day
国土交通Day（こくどこうつうデー）とは、日本の国土交通行政に関する意義・目的、重要性を広く国民に周知することを目的とした記念日。

## 制定
国土交通省の発足した2001年（平成13年）から実施されている。毎年7月16日。これは国土交通省設置法が公布された日（1999年（平成11年）7月16日）を記念している。

## イベント
この日の前後には国土交通省関係施設の見学会、国営公園の無料開放の実施に併せて各種の広報啓発活動が行われている。